# 繕い裁つ人
『繕い裁つ人』（つくろいたつひと）は、池辺葵による日本の漫画。また、それを原作とした日本映画。
2009年に『Kiss PLUS』（講談社発行）にて連載を開始。その後、後継誌の『ハツキス』に引き続き連載、2015年1月号にて最終回を迎えた。単行本は全6巻。
漫画ランキング本『このマンガがすごい!』の2012年版のオンナ編では17位にランクインした。
2015年に中谷美紀主演により実写映画化された。

## あらすじ
神戸で小さな洋裁店を営む市江(中谷美紀)。この店は市江の祖母が開いたオーダーメイドの専門店で、常連客は高齢化し、店を継いだ市江の主な仕事は、祖母が仕立てた上等で古い服の「お直し」だった。新しい服も祖母の型紙を使い、馴染みの店で細々と売るだけの欲のない市江。
市江の仕立ての腕に惚れ込む青年・藤井(三浦貴大)。地元デパートの企画部員である藤井は、「市江デザイン」の新ブランドを売り出そうと、店に日参していた。しかし、大量消費の服に興味を示さない市江。
洋裁店の顧客たちは祖母の頃から年に一度、夜会を開く事を楽しみにしていた。日頃は平凡な市民たちが、この夜だけは、祖母が縫った美しい衣装で紳士・淑女となり、ワルツを踊るのだ。「30歳以下は参加不可」の夜会を覗き見に来る女子高生の3人組。ドレスが欲しいと軽いノリで頼む彼女たちを嫌い、断る市江。お直しを繰り返す「一生ものの服」に対する市江や顧客たちの強い思いを知り、ブランドの企画を取り下げる藤井。自分の浅はかさを痛感した藤井は、敢えて転属願いを提出し、武者修行の覚悟で東京の店に移って行った。
数カ月後、神戸の町で偶然に、藤井の妹・葉子(黒木華)と出会う市江。足が不自由で車椅子生活だが、区役所で働き結婚も決まる葉子。そんな葉子に、市江は自分からウエディングドレスの制作を申し出た。初めてデザインから自分で担当し、洋裁の楽しさを噛みしめる市江。
その年の夜会に、再び現れる女子高生たち。3人組の一人が、常連客だった亡き祖父のオーダー服を、「会場に飾って欲しい」と差し出した。祖父の服を囲んで踊る顧客たち。市江は、そんな女子高生たちに、「一生ものの服」を作らせて欲しいと笑顔で声をかけるのだった。

## 登場人物
南市江
本作の主人公。祖母の後を継ぎ南洋裁店の店主をしている。日々、客のために丹精込めてオーダーメイドの服を作っている。幼いころから祖母に影響を受け、結婚や恋愛よりも仕立ての仕事を第一に考えている。
藤井
丸福百貨店の企画部に勤務。市江の服に惚れ込み、彼女の服を仕入れようとするが、市江はそれを望まない。後に市江とは淡い恋愛関係になる。
南志乃
市江の祖母。洋裁店の初代店主。

## 書誌情報
- 池辺葵 『繕い裁つ人』 講談社〈KCデラックス〉、全6巻
  1. 2011年3月11日発売、ISBN 978-4-06-376022-4
  2. 2011年10月13日発売、ISBN 978-4-06-376128-3
  3. 2012年8月10日発売、ISBN 978-4-06-376682-0
  4. 2013年7月12日発売、ISBN 978-4-06-376854-1
  5. 2014年3月13日発売、ISBN 978-4-06-376949-4
  6. 2015年1月23日発売、ISBN 978-4-06-377115-2

## 映画
2015年1月31日に公開。企画・監督は三島有紀子。
撮影は2014年3月に神戸市を中心に兵庫県オールロケで行われた。三島の母校である神戸女学院大学もロケ地として使用されている。

### 出演
- 南市江 - 中谷美紀
- 藤井 - 三浦貴大
- 牧葵 - 片桐はいり
- 葉子 - 黒木華
- ゆき - 杉咲花
- 泉先生 - 中尾ミエ
- 橋本 - 伊武雅刀
- 南広江 - 余貴美子

### スタッフ
- 監督：三島有紀子
- 脚本：林民夫
- エグゼクティブプロデューサー：重松圭一
- プロデューサー：植田龍太郎、沖貴子、黒澤格、宇田川寧
- 音楽：小林洋平
- 主題歌：平井堅「切手のないおくりもの」
- 美術：黒瀧きみえ
- 衣装デザイン：伊藤佐智子
- 撮影：阿部一孝
- 協賛：バリューマネジメント、グランマーブル、ブラザー販売
- 助成：文化庁文化芸術振興費補助金
- 配給：ギャガ
- 企画製作プロダクション：ダブ
- 製作：「繕い裁つ人」製作委員会（関西テレビ放送、ポニーキャニオン、ギャガ、ダブ、講談社、グランマーブル）